# Damia (cràter)
Damia és un cràter sobre la superfície del planeta nan Ceres, situat amb el sistema de coordenades planetocèntriques a 82.2 ° de latitud nord i 318.4 ° de longitud est. Fa un diàmetre de 7 km. El nom va ser fet oficial per la UAI l'onze d'agost del 2017 i fa referència a Damia, deessa de la fertilitat de la mitologia grega.